# Посёлок Фабрики имени П. Л. Войкова
Фабрики имени П. Л. Войкова — посёлок в составе городского округа Муром Владимирской области Российской Федерации.

## Топоним
Носит имя П.Л. Войкова,  русского революционера, в 1927 году убитого в Варшаве белоэмигрантом Борисом Ковердой.

## География
Посёлок расположен в 3 км на север от Мурома, примыкает к селу Дмитриевская Слобода.

## История
Возник как посёлок при льнопрядильной фабрике, основанной в 1881 году. 
В начале XX века посёлок входил в состав Ковардицкой волости Муромского уезда. В 1905 году в Муромской мануфактуре числилось 6 дворов.  
С 1929 года посёлок фабрики им. П.Л. Войкова входил состав Дмитриево-Слободкого сельсовета Муромского района, с 2005 года — в составе городского округа Муром.

## Население
| 1905 | 1926 | 2002  | 2010  | 2021  |
| ---- | ---- | ----- | ----- | ----- |
| 550  | ↘222 | ↗1634 | ↘1383 | ↘1130 |

## Экономика
В посёлке находится Муромская льнопрядильная фабрика им. Войкова. (Заброшена) 
Также с 2013 года там работает ООО «Объединенная компания «РусТехнологии», завод по производству оцинкованной стали с полимерным покрытием. Он является одним из крупнейших российских производств в данном сегменте.